# コーディー (ファイナルファイト)
コーディー（Cody）は、カプコンのアクションゲーム『ファイナルファイト』シリーズなどに登場する架空の人物。フルネームはコーディー・トラバース（Cody Travers）。

## キャラクター設定

### ファイナルファイト
本作の主人公の一人。マーシャルアーツの達人で、ナイフ捌きの名手。恋人のジェシカをさらった犯罪組織マッドギアを倒すために立ち上がる。服装は白いTシャツにブルージーンズ。
エンディングでは、救出したジェシカから逃げようとする。そしてジェシカに対して自らを「普通には生きられない男」と称し、それで構わないなら付いて来て欲しいと語りかけた。
スーパーファミコンの移植版ではマイク・ハガーとともにプレイヤーキャラクターとして登場しているが、この移植版のROM容量の都合で外されたガイのほうがコーディーより人気があったので、1年3か月後にガイを使用できるバージョンの『ファイナルファイト・ガイ』が発売され、コーディーはガイと入れ替わりにプレイヤーキャラクターから外された（ただしオープニングデモの文章と、高難易度でゲームをクリア時に見られるSDキャラクターによるデモ演出での出番はある）。
キャラクター設定は映画『ストリート・オブ・ファイヤー』の主人公「トム・コーディー」がモデル。キャラクターデザインを担当したあきまんは「世の中、個性的な格好をしていれば個性的な人だとは限らない。その逆がコーディーである」と語っている。

### ストリートファイターZERO3
『ストリートファイターZERO3』（以下『ZERO3』と表記）では、キャラクター性が初代『ファイナルファイト』から大幅に変更されている。
マッドギアを壊滅させメトロシティに平和が訪れたが、コーディーは平和な生活に馴染めず、ケンカに明け暮れた末、傷害罪で投獄されてしまう。恋人であったジェシカも、そんなコーディーに愛想を尽かして彼の元から去っていった。
戦いを抜きにしては生きられない彼は、厚さ50cmのコンクリートの壁を壊し脱獄してはストリートファイトをし、気が向いたら牢に戻るという生活を繰り返していたが、それでも満足のいかないコーディーは、より強者と戦うため、満たされない何かを求め旅立つ。
今作では無気力かつ皮肉屋な言動が目立ち、ステージ間の勝利台詞もそれに準じている。服装も手錠と囚人服に変更され、勝利ポーズでは敵であった悪徳警官のエディ・Eに追われている。その変化は、かつて共に戦ったガイはおろか、敵であったロレントですら驚いている。ただし、完全に根が腐っているわけではないらしく、自身のエンディングではガイの苦戦を見て彼に加勢し、そのままベガをサイコドライブごと撃破している。
両手に巻いたバンデージは監獄内でも拳の鍛錬をしていた証拠であるとされる。

### ファイナルファイトリベンジ
『ファイナルファイトリベンジ』の時代設定は初代『ファイナルファイト』と『ZERO3』の間となっている。
マッドギア残党の内部抗争が勃発し、ジェシカが行方知れずになったことで再び戦うことになる。勝利ポーズでは写真を見つめて「ジェシカ…」とつぶやくことがある。
日本版のエンディングでは暴行殺害の現行犯としてエディ・Eに逮捕されて投獄されるという『ZERO3』に繋がるような結末であるが、逮捕された理由や状況が『ZERO3』のバックストーリーとは異なっている。また、ポイズンのエンディングでは、『ZERO3』と同様の囚人服姿のコーディーが登場する。

### ファイナルファイト ストリートワイズ
弟の「カイル・トラバース」が主人公となっており、同作の登場によって「コーディー」がファーストネームであることも判明した（これ以前の作品ではコーディーのファミリーネームの設定がない）。
同作ではコーディーは囚われの身となり、新開発のドラッグを投入され「デスコーディー」に変貌してカイルに襲いかかるが、カイルに敗れて自我を取り戻す。
なお『ZERO3』とは違い、コーディーは囚人ではない。同作ではオレンジ色の半袖ボタンシャツに色落ちしたブルージーンズ、両手にバンデージというラフな服装をしている。

### ストリートファイターIVシリーズ
『ストリートファイターIV』のバージョンアップ版である『スーパーストリートファイターIV』（以下『スパIV』と表記）から、ガイとともに追加キャラクターとして登場。服装は『ZERO3』と同様に囚人服。裏コスチュームにタンクトップ&ジーンズの服装がある。
『ZERO3』にもあったナイフ攻撃に加えて、ウルトラコンボ「ラストドレッドダスト」では『ファイナルファイト』にも登場する鉄パイプの他、レンチでの攻撃も行う。
コーディー使用時は、ガイがライバルとして登場する。ライバル戦のBGMは『ファイナルファイト』のオープニングテーマを哀愁が漂う仕上がりにアレンジしたものになっている。『スパIV』ではガイ使用時にローズがライバルで登場するなど、使用キャラクターの中でコーディーが「ライバル乱入」するキャラクターは1人もいない。『ウルトラストリートファイターIV』（以下『ウルIV』と表記）からロレント使用時にライバルとしてコーディーが出てくるが、この2人が互いにかけ合う演出はなく普通に戦いを始める。
当初は『ファイナルファイト』ベースのコーディーを出す予定だったが、日本国外で人気があるのは『ZERO3』のコーディーで「こっちではダークヒーロー的なキャラクターが人気があるんだ」という声もあり、『ZERO3』ベースで登場することになった。なお、『スパIV』のアシスタントプロデューサーの一人である塩沢夏希は『スパIV』公式ブログに寄せられたファンからの質問に答える形で、コーディーが手錠をしている理由として「刑務所に戻る意思がある」「闘う相手への“ハンデ”」を挙げている。

### ストリートファイターV
『ストリートファイターV』（以下『ストV』と表記）では当初は公式サイト「シャドルー格闘家研究所」の「キャラ図鑑」にて『ZERO3』とはデザインの違う囚人服で、手錠を破壊した姿で登場していた。
Season3の追加キャラクターとして登場した際には、世界の危機を感じたハガーにより恩赦を受けて釈放され、ハガーの後任の市長となったという設定になっている。そのため、デフォルトの服装はベストとYシャツの格好になり、髪型もオールバックに整えられている。キャラクター性能も『ZERO3』から一新された。
自身のストーリーモードでは女性秘書のマーロウと行動をともにしている。彼女はハガーからコーディーの後見を依頼されていて、コーディーのマイペースぶりに苦言を述べ、コーディー自身も頭が上がらない一方で信頼を置いている。
『ストV』でのエクストラコスチュームは初代『ファイナルファイト』のTシャツや『ZERO3』の囚人服のほかにハガーのコスチュームに似た上半身がサスペンダー1本のみの服装がある。
Season4の追加キャラクターになったルシアとは昔馴染みである。
スーツ姿のコーディーはBENGUSのデザインであり、「今度は議員に立候補とかどうですか?」とラフを提出したところ採用されたという。

### その他の作品
『ファイナルファイト2』ではジェシカと共に旅に出ており、オープニングデモで姿を見せるのみで使用キャラクターとしては登場しない。
『ストリートファイターZERO2』ではTシャツとジーンズ姿でガイのステージの背景にジェシカと共に登場する。女性キャラクターが近くに来ると見とれてしまい、隣にいるジェシカに殴られる演出がある。
『マーヴル・スーパーヒーローズ VS. ストリートファイター』でも『ZERO2』と同様にデパートステージの背景でジェシカと一緒に闘いを観戦している。
ゲームボーイアドバンスで発売された『ファイナルファイトONE』は基本的に『ファイナルファイト』の移植版であるが、隠しキャラクターとして『ZERO3』版のコーディーが登場する。ストーリーも専用のものが用意されており、1989年のメトロシティに彼がタイムスリップしたという設定になっている。ステージが進むにつれコーディーの内面が変化していく描写があるが、エンディングは通常のものと同じになっており、その後のコーディーがどうなったのかについては描かれていない。なお、このバージョンのコーディーは攻撃力が異常に高く、体力の高いアンドレをコンボ1セットで倒すほどになっている。
『SNK VS. CAPCOM 激突カードファイターズ』シリーズでは個別キャラクターカードが存在するが、ニンテンドーDS版では『ZERO3』版のカードのみ登場する。
『ストリートファイター X 鉄拳』（以下『ストクロ』と表記）では『スパIV』と同様の囚人服姿でDLC追加キャラクターとして登場し（PS Vita版では最初から使用可能）、ガイと「ファイナルファイトタッグ」を組む。ジャックXの測定では2人の「平均戦闘値8782.55で3Aレベルの格闘家」という結果が出ている。
『鬼武者Soul』ではイベントでガイ、ハガーと共に『ファイナルファイト』の設定で登場。「時のねじれ」により『鬼武者』の時空まで飛ばされ、そこで出会ったプレイヤーをマッドギアだと疑い勝負を仕掛ける。
『アドベンチャークイズ カプコンワールド2』でも『ファイナルファイト』の設定でクイズの出題者として登場する。
『バイオハザード0 HDリマスター』では『ZERO3』のコーディーの囚人服がビリー・コーエンの追加コスチュームとして登場する。
『ガンスリンガー ストラトス2』でもアーロン・バロウズの追加コスチュームとして『ZERO3』のコーディーの衣装が登場する。

## ゲーム上の特徴
『ファイナルファイト』ではガイやハガーの中間に当たる、バランスの取れたタイプである。また彼だけがナイフを接近戦用の武器として使うことができる（敵がコーディーの近くにいれば手に持って突き、遠くにいれば投げつける。他の2人は投げるのみ）。またアーケード版のみ、ナイフを持って攻撃できる場合には手に持ったナイフが赤く光る。
連続技は「ジャブ→ジャブ→ボディブロー→アッパーカット」の順に出るが、ボディブローを振り向いて出してわざと空振りさせることで連続技を途中で止め、すぐさま最初のジャブを敵に向かって出すことで、一切の反撃を許さずに倒すことができる（通称パンチはめ）。
『ストリートファイター』シリーズでは彼が戦う場合のみステージの中央に専用武器のナイフが落ちており、専用のコマンドで拾って攻撃に使用可能。『ZERO3』でV-ISMを選択したときのみ、相手の攻撃の一部を自動で避ける特殊能力が付くが、その一方でガードゲージが極端に短いために一旦守勢に回ると脆い面がある。『スパIV』では通常技と必殺技に優秀な技が揃っており、牽制や攻めを対応して振り分けることで自分のターンを作りラッシュに持って行けるが、バックステップの性能が極端に悪く、無敵技が隙の大きなEX技しかないので、一端守勢に回ると切り返すのが難しい。
前述のように『ストV』では性能が一新されて過去の『ストリートファイター』シリーズのようにステージに専用武器のナイフは登場しないが、『ストV』で導入されたVトリガーによりナイフや鉄パイプを使った攻撃は使用可能。

## 技の解説

### ファイナルファイト（マイティファイナルファイトも含む）

#### 通常連続技
ジャブ×2→ボディーブロー→トルネードアッパー（フィニッシュ）
攻撃ボタンで敵を殴り続けると、この連係技が出る。『マイティファイナルファイト』のみ、フィニッシュがオーラを纏ったジャンプアッパーになる。

#### 特殊技
ニードロップ
膝を出しつつ飛び込む技。その後、地上技へつなぐことができる。

#### 投げ技
膝蹴り
最大3発まで出せる掴み技。
背負い投げ
投げ飛ばした敵で、離れた敵を巻き込むことができる。

#### 必殺技
トルネードスウィープ
『マイティファイナルファイト』のみ使用。Lv4で習得する、衝撃波を飛ばす必殺技。射程は画面の半分ほど。飛び道具だが、攻撃判定が出るまでが遅い。

#### メガクラッシュ
ダブルキック
正面と後ろを蹴り、周囲の敵を吹き飛ばす技。バイタリティを少し消費する。技中は完全無敵で、不利な状況から仕切り直すことができる。

### ファイナルファイトリベンジ

#### 投げ技
膝蹴り
相手の腹部に膝蹴りを左右交互に叩き込む。追加入力で「背負い投げ」に派生できる。
ブレーンバスター
相手を持ち上げ、背中から地面へ叩きつける。

#### 必殺技
ストライクフィスト
炎を纏ったパンチで突進する。
サマーソルトキック
トンボを切りながら蹴り上げる対空系の技。出掛かりに無敵時間が存在する。
ラピッドパンチ
パンチで連続攻撃する。
ソバットコンボ
ソバットを何度も繰り返す連続入力技。ボタンの強弱で飛んでいく軌道が違い、弱で出すと立ちガード不可の下段技となる。
柔道キャッチ
当て身投げ技。攻撃を受け止めて「背負い投げ」で返す。

#### スーパームーブ
パンチアウト
振りかぶって正拳を繰り出しこれがヒットすれば、ひたすらパンチの連打を浴びせていく技。この時に追加入力を受け付けているのでボタン連打でダメージが上がる。
この技でKOすると、（英語で）「お前はもう死んでいる」という意味の台詞と共に相手が倒れ、コーディーはそのままどこかへ歩いていく演出になる。
ハイパーアクティブ
『ZERO』シリーズのオリジナルコンボに似た技。一定時間経つか、攻撃を食らうと解除される。

### 通常技
技名は『ストリートファイターZERO3』時のもので、立ち状態の遠近およびジャンプ状態の垂斜の区別はない。
| 操作     | 立ち               | しゃがみ                   | ジャンプ             |
| -------- | ------------------ | -------------------------- | -------------------- |
| 弱パンチ | キディスナップ     | ロージャブ                 | ジャンピングジャブ   |
| 中パンチ | プリズナーフック   | ミドルブロウ               | ジャンピングチョップ |
| 強パンチ | ウォールクラッシュ | ダブルインパクト           | ジャンピングブロウ   |
| 弱キック | ローキック         | アンクルブレイク           | ピアスキック         |
| 中キック | チェストブレイク   | バイタルバートスナイピング | グライダーキック     |
| 強キック | ヘッドバスター     | ジェイルスイーパー         | サッカーボールキック |

#### 投げ技
プリズナースルー
『ファイナルファイト』で使用していた「背負い投げ」とほぼ同じだが、手錠の鎖の部分を相手の首元に引っ掛けている。『ZERO3』でのパンチボタン投げ。
バッドスタンプ
『ZERO3』でのキックボタン投げ。相手を押し倒し、その上から踏みつける。
ギルティースタンプ
『ZERO3』での空中投げ。空中の相手を捕らえて「バッドスタンプ」に移行する。
トラッシュアウト
『ストV』での前方投げ。相手を掴み、頭突きを決めて、地面に叩きつける。
クライムスルー
『ストV』での後方投げ。膝蹴りを2回決めて、後方に投げる。
シークレットワーク
Vトリガー[II]発動中のみ使用可能な前方投げ。相手を地面に叩きつけ、ダウンした相手に鉄パイプで数回殴りつけた後、周囲を見渡してとぼける行動をする。

#### Vシステム
プリズンブレイカー
Vリバーサル。サマーソルトキックで反撃する。
リベンジブロー
Vシフトブレイク。

##### Vトリガー
サイドアーム [I]
ナイフ所持状態になる。発動中はパンチ系の通常技が全てナイフを使用したものになり威力とリーチが強化されるほか、後述のVトリガー専用技が使用可能になる。なお、ナイフ所持中に相手の攻撃を食らってもナイフを手放すことはない。
ダーティーコーチ [II]
鉄パイプ所持状態になる。発動中は各種強パンチが鉄パイプを使用したものになり威力とリーチが強化されるほか、後述のVトリガー専用技が使用可能になる。

##### Vスキル
ダブルキック[I]
後述の「メガクラッシュ」と同様の技。
リカバリアブルダメージが発生するが、攻撃動作中は全身無敵のため切り返しとして非常に強力。
クライムスウェー・ハイ[II]
体をそらす攻撃回避。上半身無敵になる。
レンチフィスト
「クライムスウェー・ハイ」の追加攻撃。
クライムスウェー・ロー[II]
しゃがみ状態のみ発動可能。下半身無敵になる。
ランバースイープ
「クライムスウェー・ロー」の追加攻撃。

#### 特殊技
ナイフ拾い
ステージ内に落ちているナイフを拾い上げる。ナイフを持った状態では通常技のパンチがナイフでの攻撃に変わり、これは必殺技のように相手が防御しても削りダメージを与えられる。拾い上げた後は隙が生じるが、何らかの攻撃ボタンを押せばキャンセルできる。このナイフは同キャラ対戦の場合でも一本しか出ない。なお、ナイフは投げ技・挑発・セービングアタック・「ファイナルデストラクション」のいずれかを出すか、相手の攻撃を食らうかすると落とす。
『ウルIV』オメガエディションではナイフを持った状態でセービングアタックができるようになり、手錠にナイフを打ち付けて音を鳴らしてから振りかぶり、横に思い切り振り切り裂く動作になる。リーチも長くなり威力も通常時より増す。
『ストV』ではVトリガー[I]が導入されたため、使用しない。
フェイクスルー
石（またはナイフ）を投げると見せかけるフェイント動作。技表上では特殊技に分類されるが、通常技キャンセルで出すことが可能。
『ストV』では「トルネードスイープ」とVトリガーが導入されたため、使用しない。
ストマックブロー
相手の腹部を狙ったパンチ攻撃。Z-ISMではスーパーコンボのみキャンセル可能で、V-ISMでは普通に必殺技キャンセルが可能。技のモーションは『ファイナルファイト』の通常連続技の3発目を再現している。
クラックキック
前方へ飛び上がってソバットを繰り出す。上段攻撃で前方へ踏み込む分、それなりに離れた相手にも攻撃が届く。着地時の隙が小さいのも利点。攻撃位置がかなり高い分、一部のキャラクターには立っていても空振りする。技のモーションは『ファイナルファイト』の横とび蹴りを再現している。
ジョークラッシュ
『ZERO3アッパー』で追加された技。アッパーを放つ立ち近距離の対空技。出ている時間は短いが、判定はかなり強い。
ハンマーフック
『ZERO3アッパー』で追加された技。拳を地面に向かって叩き付ける多段ヒット中段技。
アクセルナックル
『ストV』で「ハンマーフック」と差し替えられた技。両手を組み合わせたハンマーパンチを繰り出す中段攻撃。Vトリガー[II]発動中は鉄パイプを使い、威力とリーチが強化される。
スリップジャブ〜クライムブロー〜ファイナルコンビネーション
『ウルIV』オメガエディションで追加された連撃。『ファイナルファイト』の攻撃を基にしたジャブ×2→ボディーブロー→アッパーを繰り出す。『ストV』では1〜2段目および3段目の攻撃にも技名が設定された。
ファイナルコンボスルー
ジャブ×2→ボディーブロー→掴み後方投げの連続攻撃。
フェイクブロー
ジャブ×2の2回目のジャブの後、後ろに一瞬ジャブをする。その後はすぐコマンド入力をすることで再び「ファイナルコンビネーション」が発動でき、ジャブ→フェイクブローの連撃は4回まで繰り返せる。『ファイナルファイト』の「パンチはめ」を再現したもので、『ストV』では使用不可。
クライムスウェー
『ウルIV』オメガエディションで追加された技。体を逸らして攻撃を回避する。飛び道具や打撃技に対して完全無敵だが、下段攻撃は回避できない。
ハンマーキック
『ストV』で追加された技。前方に踏み込みながら片足を正面に振り上げる。
エアレイドパンチ
『ストV』で追加された技。ジャンプ中パンチからジャンプ強パンチを繋げるターゲットコンボ。
エアレイドキック
『ストV』で追加された技。ジャンプ中キックからジャンプ弱キックを繋げるターゲットコンボ。
バーストショット
『ストV』で追加された技。立ち中パンチから立ち強パンチを繋げるVトリガー[I]発動中に使用可能なターゲットコンボ。
クラックコンビネーション
Vスキル[I]選択時に使用可能。「ハンマーキック」からVスキル[I]を繋げるコンビネーション。
クライムコンビネーション
Vスキル[II]選択時に使用可能。

#### 必殺技
バッドストーン
足元の石を拾って投げる技。この石は弧を描いて前方に飛んでいく。攻撃ボタンの弱中強で距離と軌道を、ボタンを離すタイミングで石を投げる時間を自由に変えられる。弱は目の前に、強は画面端まで、中はその中間に落ちる。基本的に技が出るのが遅く、当たっても相手はダウンはしない。石は通常技で消すことが可能だが、飛び道具での相殺も可能。『ウルIV』オメガエディションではEX版を弱強パンチで発動すると、後述する「バッドスプレー」の動作で下段に投げつける。
『ストV』では「トルネードスイープ」と「ビーンボール」が導入されたため、使用しない。
ナイフ投げ
ナイフを持っている状態で「バッドストーン」のコマンドを入力すると、ナイフを投げる。ナイフは真横に飛んで行き、「バッドストーン」とは速度が違う。飛んでいく際の軌道が高く、座高の低い相手にしゃがまれると空振りする。また飛び道具との相殺は不可能。
『ストV』ではVトリガー[I]が導入されたため、「スナイプショット」と「アンチエアスナイプショット」に差し替えられた。
トルネードスイープ
『ストV』で追加された技。『マイティファイナルファイト』の技とは違い、振りかぶって竜巻状の飛び道具を放つ。
クリミナルアッパー
アッパーカットで目の前に竜巻を起こす技。弱は弱攻撃から連続技になるほど技が出るのが早い。当てた相手は垂直に浮く。
『スパIV』ではやや性質が変わり、通常技からのコンボとしては使えるが、追い打ちは不可。また早めに技を出せば飛び込んできた相手を巻き込んだりできる。『ZERO3』に比べると隙が大きい。
『ストV』では強化版にあたるクリティカルアーツ「クリミナルパニッシャー」を使用する。
ラフィアンキック
滑りながら蹴りを繰り出す突進技。弱で下段、中で中段（しゃがみガード可）、強で上段の蹴りが出る。これをヒットさせるとダウンを奪うことができる。強は当てると相手を浮かせることができるが、しゃがんでいる相手に当たらない。
『ウルIV』オメガエディションのEX版は下段、中段、上段と連続で蹴りを放つ。『ストV』のEX版は下段と上段の2段攻撃で2段目ヒット時は追撃可能。
バッドスプレー
相手の攻撃を受けてダウンするタイミングで使用できる技で、地面の砂を相手に投げつける。X-ISMでは使用不可。
ゾンクナックル
『スパIV』で追加された技。大きく振りかぶって踏み込んでフックを出す。パンチボタンを押し続けて離すことで発動するホールドボタン技。出掛かりに上半身無敵という特徴がある。
『ストV』では踏み込みつつ回転する勢いでフックを放つ動作に変化。EX版はヒット時、さらに逆の腕で相手を吹き飛ばし追撃ができる。
メガクラッシュ
『ウルIV』オメガエディションで追加された技。『ファイナルファイト』のメガクラッシュがモデル。回転しながら飛び上がって正面と後ろに蹴りを放つ。スーパーコンボゲージを1ブロック使う。
『ストV』では前述のようにVスキル[I]の「ダブルキック」として使用する。
スナイプショット / アンチエアスナイプショット
Vトリガー[I]を発動中に使用可能。前者はナイフを取り出して前方に投げ、後者はナイフを取り出して斜め上に投げる技。
リロード
上記の技でナイフを投げた際、Vゲージを消費して再びナイフを所持する。
ラピッドファイア
Vトリガー[I]発動中に使用可能。ナイフを振り回しながら攻撃する技。
ジェントルスイング / ジェントルアッパースイング
Vトリガー[II]発動中に使用可能。前者は鉄パイプで薙ぎ払うように、後者は鉄パイプを振り上げて攻撃する技。
ビーンボール
Vトリガー[II]発動中に使用可能。その場で攻撃判定のある石をほぼ真上に放り投げる。ボタンの強弱で落下位置が僅かに変化し、追加入力で下記の攻撃に派生する。
プレゼントデリバリー
上記で放り投げた石を前方にノックして攻撃する技。追加入力のタイミングでダメージと軌道が変化する。
アンラックギフト
上記で放り投げた石を上空に向けてノックして打ち上げる技。打ち上げた石は落下してくるが、「ビーンボール」で入力したボタンの強度で石の落下位置が変わる。
トス＆スマッシュ
Vトリガー[II]発動中に使用可能。相手を放り投げ、鉄パイプで吹き飛ばすコマンド投げ。鉄パイプでの攻撃は投げた後に何も入力しなくても自動で行うが、パンチボタンを押すと任意のタイミングで変えることが可能。タイミングによって技のダメージが上下する。

#### スーパーコンボ / ウルトラコンボ / クリティカルアーツ
SC/UC1 - ファイナルデストラクション
踏み込みながらジャブを当て、決まるとさらにジャブの連打からパンチの連撃を喰らわせる。ジャブの連打は何度も振り返りながら行うが、これは『ファイナルファイト』の「パンチはめ」を再現したものである。なお、ナイフを持っている時に、この技を出すとナイフを手放す。
Z-ISMでは見た目上の再現であり、自動的にパンチはめを数セット決めてからフィニッシュする。威力は高いが、最初のジャブがガードされるか空振りするとその時点で技が終了し、大きな隙ができるほか、相手がしゃがみ状態だと空振りする。
X-ISMで使用した際は、Z-ISM時とは全く性能が異なり、一定時間全ての技のアクションが『ファイナルファイト』と同じになる。それ以外の技は出せなくなるうえにガードもできない。
『スパIV』ではウルトラコンボとして使用。フック、両腕振り上げ、ボディーブロー、アッパー、裏拳の一連の動作をすべて振り向きながら繰り出した後、巨大な竜巻をともなう「クリミナルアッパー」を放つ連撃技に変化している。
『ストクロ』では2連続の蹴り上げ、横蹴りで始まり、これらがヒットするとフック、両腕振り上げ、裏拳、フック、「クリミナルアッパー」の動作。
SC - デッドエンドアイロニー
前進しながら連続して蹴りを繰り出し、高く飛び上がりながら「クラックキック」で蹴り飛ばす。「ファイナルデストラクション」とは異なり、ナイフを持ったまま出すことが可能（レベル2以上であれば）。『スパIV』ではコマンド+1ボタンで出す技で、「ラフィアンキック」と同じく弱中強を選択することで発動キックの高さを変化させられる。
『ウルIV』オメガエディションでは後述の「ラストドレッドダスト」のように、蹴り上げた自分の足の距離までの砂煙を巻き上げてから、連続した蹴りにつなげる。
UC2 - ラストドレッドダスト
『スパIV』における2つ目のウルトラコンボで、蹴り上げた砂煙で相手を怯ませた後にレンチで何度も相手を殴りつけて上空にかち上げ、降ってきた相手を鉄パイプのフルスイングで吹き飛ばす。
防御されてもレンチの打ち上げまで動作が続くため、初段の砂煙などが空振っても途中の攻撃が相手に当たれば鉄パイプの追撃を放つことができる。砂煙の判定が上に高く、対空性能もある。ただし、砂煙を遠目で当てた場合や空中ヒット時はその後の連撃をガードされてしまい、長い隙を晒してしまう。
CA - クリミナルパニッシャー
大きく振りかぶった後、巨大な竜巻を発生させる技。『スパIV』の「ファイナルデストラクション」のフィニッシュ部分が独立したような技だが、技のモーションは「クリミナルアッパー」と同じ。

## 担当声優
- 山寺宏一（『ストリートファイターZERO3』）
- 檜山修之（ストリートファイターZERO3 ドラマアルバム）
- 岸尾だいすけ（『ストリートファイターIV』シリーズ以降の関連作品）

## 登場作品
- ファイナルファイト
- マイティファイナルファイト
- ファイナルファイトリベンジ
- ストリートファイターZERO3
- スーパーストリートファイターIV
  - ウルトラストリートファイターIV
- ストリートファイターV
- アドベンチャークイズ カプコンワールド2
- SNK VS. CAPCOM 激突カードファイターズ全シリーズ（トレーディングカードゲーム版も含む）
- ストリートファイター X 鉄拳（PS Vita版 / DLC追加キャラクター）
- 鬼武者Soul